# Gaspare Bolla
Gaspare Virginio Emilio Bolla (Pieveottoville, 28 luglio 1874 – Gris, 18 luglio 1915) è stato un cavaliere e aviatore italiano.
Campione di equitazione, fu un pioniere dell'aeronautica italiana. Asso dell'aviazione, per le sue gesta aviatorie nella Guerra italo-turca e nella Grande guerra fu decorato di due medaglie d'argento al valor militare.

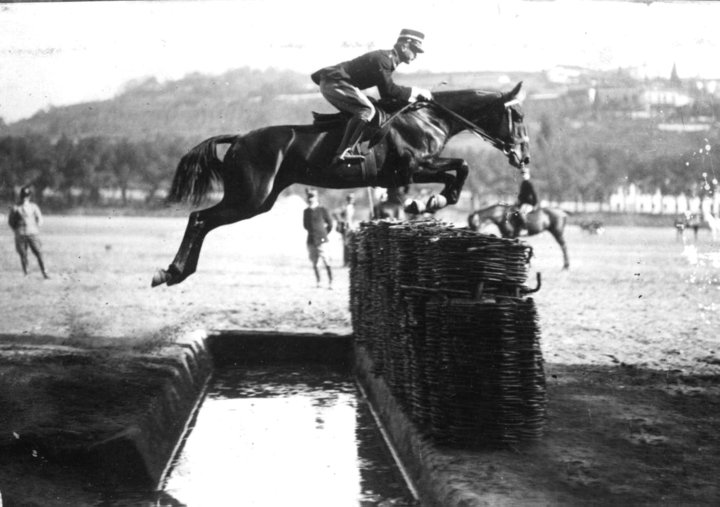
Gaspare Bolla mentre supera un ostacolo sul cavallo Gladiatore a Pinerolo nel 1909.

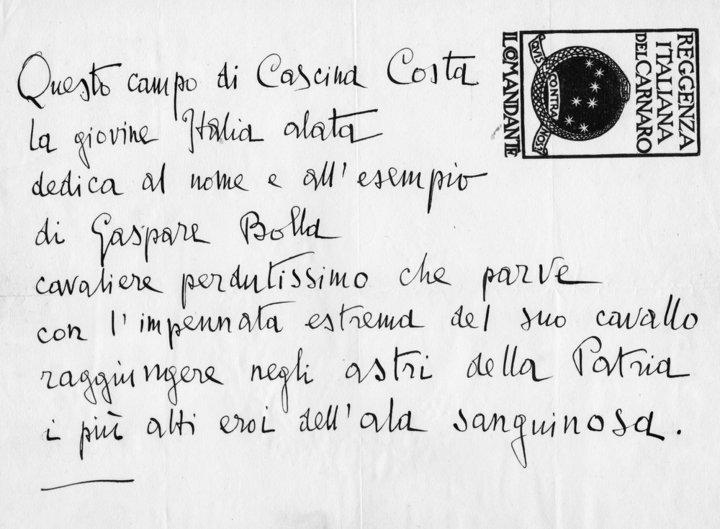
Scritto con l'epigrafe di Gabriele D'Annunzio in ricordo di Gaspare Bolla.

## Biografia
Di nobile casato piemontese, nacque il 28 luglio 1874 a Pieveottoville, frazione di Zibello, da Gaspare - Vice Prefetto assassinato nell'adempimento del suo dovere a Parma un mese prima della sua nascita - e da Pia Marchi di illustre famiglia della Bassa parmense.
Entrò nel Regio Esercito frequentando il Real collegio di Firenze e il Real collegio "Carlo Alberto" di Moncalieri, diventando ufficiale di cavalleria nel 1896. Istruttore di cavalleria nel Reggimento Nizza Cavalleria e alle scuole di Pinerolo e di Tor di Quinto. Fu inoltre cavallerizzo di fama internazionale, vincitore di numerose competizioni equestri in Europa: Saumur, Vienna e la Coppa delle Nazioni di salto ad ostacoli di San Sebastián del 1909 e in America Latina a Buenos Aires.
Da capitano del Reggimento "Lancieri di Vittorio Emanuele II" (10º), il 18 gennaio 1912 a Pau nei Pirenei, dopo solo dodici giorni di corso, ottenne il brevetto francese nr. 718 di aviatore civile e quello da aviatore militare in Italia, nr. 89, il 1º maggio dello stesso anno.
Sempre nel 1912 partì per la guerra di Libia. Il 13 marzo arrivò al fronte in Cirenaica e gli fu assegnato il comando della III Squadriglia di Derna che aveva in organico due soli velivoli: un Blériot XI e un Deperdussin. Compì 52 missioni e meritò una Medaglia d'argento al valor militare.
Prima comandante del campo aeronautico di Mirafiori (ove ebbe ai suoi ordini l'asso dell'aviazione Lelio Gaviglio) e, successivamente, della 2ª Squadriglia Blériot) con base a Chiasiellis e nel Basso Isonzo, nel maggio del 1915, all'ingresso dell'Italia nel primo conflitto mondiale, fotografò e bombardò con un Blériot XI l'arsenale di Monfalcone.
Il 18 luglio 1915 tentò di decollare da Gris per un volo di ricognizione, nonostante le pessime condizioni meteorologiche e la sua condizione fisica compromessa perché rientrato da una ricognizione sul nemico con tre ferite d'arma da fuoco sul corpo. Forse svenne o comunque gli mancarono le forze per controllare l'aereo nella situazione di forte vento in cui si trovò, il velivolo si capovolse facendolo precipitare e causandone la morte. Venne decorato con una seconda Medaglia d'argento al valor militare alla memoria.
Gabriele D'Annunzio gli dedicò un'epigrafe ancora oggi esposta sul monumento ai caduti eretto nel 1922 in Piazza "Cesare Battisti" nel centro del suo paese natale di Pieveottoville:
(Gabriele D'Annunzio, epigrafe che dedica a Gaspare Bolla l'aeroporto di Cascina Costa.)

## Dediche e intitolazioni
A Gaspare Bolla sono intitolati:
- l'Aero Club di Parma;
- il campo di volo di Cascina Costa dell'azienda aeronautica Agusta;
- la Sezione di Pinerolo dell'Associazione Nazionale Arma di Cavalleria.